# Tercio de Miñones de Cataluña
El Tercio de Miñones de Cataluña, conocido también como: Batallón de Voluntarios Urbanos Miñones de Cataluña, Tercio de Catalanes o Tercio de Miñones, fue una unidad miliciana de infantería creada en septiembre de 1806 con voluntarios nacidos en Cataluña residentes en Buenos Aires y en Montevideo, incluyendo también a hijos de catalanes y otros voluntarios. Fue creado a causa de la primera de las Invasiones Inglesas al Virreinato del Río de la Plata y fue disuelto en enero de 1809 por su participación en la Asonada de Álzaga. Su primer jefe fue Jaime Nadal y Guarda y luego le sucedió Olaguer Reynals. 
El nombre de miñones refiere a los soldados aragoneses destinados a la persecución de ladrones y contrabandistas.

## Primera invasión inglesa, los migueletes
Formando parte de la fuerza que en julio de 1806 organizó Pascual Ruiz Huidobro y entregó a Santiago de Liniers en la Banda Oriental para reconquistar Buenos Aires en 1806, se hallaba una compañía de 120 voluntarios llamada de Migueletes o Compañía de Miñones Catalanes de Montevideo, cuyos jefes eran el teniente de Migueletes de Tarragona Rafael Bufarull y el subteniente José Grau. Había sido costeada en parte por el catalán Miguel Antonio Vilardebó y la mitad de los soldados habían sido efectivos de línea.
Pedido al gobernador de Montevideo:

Los individuos catalanes deseando liberar Buenos Aires de los pérfidos ingleses (...) hemos determinado formar una compañía (...) para servir de partida de Guerrillas o como vulgarmente se dice Miñones catalanes (...)

Lograron capturar el cuartel de la Ranchería durante la reconquista de Buenos Aires el 11 de agosto, sufriendo 3 muertos y 4 heridos.
En su informe al Cabildo de Montevideo sobre su actuación se puede leer:

(...) los Migueletes con sus Comandantes Don Rafael Bofarull y Don José Grau (...) cayeron como un torbellino sobre los Ingleses que custodiaban el Parque y los atropellaron matando a muchos y poniendo en fuga a otros, y tomándoles diez o doce prisioneros (...) Los Migueletes se desparramaron por las calles interiores de la ciudad, tiroteando por toda la noche y todo el día y noche siguiente sobre las avanzadas enemigas a cuyas guerrillas se le agregan algunos tiradores de la ciudad (...)

## Formación del tercio
Pocos días después de la ocupación británica de Buenos Aires, el 8 de julio de 1806 se realizó una reunión de catalanes en la casa del alcalde Álzaga en la que participaron el ingeniero Felipe de Sentenach, José Fornaguera y Anselmo Sáenz Valiente. En esa junta resolvieron reclutar hombres y armas para reconquistar la ciudad, planificando un Regimiento de Voluntarios Patriotas. 
El 19 de agosto de 1806 un grupo de catalanes hicieron un pedido al cabildo de Buenos Aires solicitando permiso para la formación de un Cuerpo de Voluntarios Urbanos de Cataluña, firmado por Jaime Nadal y Guarda, Jaime Laballol, Juan Larrea y Olaguer Reynals. 

Muy Ilustre Cabildo Justicia y Regimiento:
 Los que suscribimos, naturales del Principado de Cataluña, ante Usía, con el mayor respeto decimos: Que deseosos de formar un cuerpo de voluntarios que sea útil al servicio y defensa de la Patria, para poderlo hacer y convinar en los términos más proporcionados, ocurrimos a V.S. en solicitud de que nos permita formar Lista de los individuos de que haya de componerse este cuerpo para que hecha, pueda también de consentimiento de todos, proponer á Usía, los términos y circunstancias con que, uniformados á nuestra costa, hayamos de hacer el  servicio á que se nos destine, y en que por ahora solicitamos esta permisión, para oportunamente después que sepamos el número de que ciertamente se compondrá dar parte a Usía á fin de que se realice, y obtengan las aprobaciones necesarias. Buenos Ayres y Agosto diez y nueve de mil ochocientos seis.
 Jaime Nadal y Guarda, Jaime Laballol, Juan Larrea, Olaguer Reynals.

La solicitud fue aprobada por el cabildo y por Liniers el mismo día. El elevado número de voluntarios que consiguieron hizo que finalmente crearan un cuerpo de artillería: Patriotas de la Unión y uno de infantería Minyons.
Liniers lanzó una proclama el 6 de septiembre de 1806, instando al pueblo a organizarse en cuerpos separados según su origen:

(...) Vengan, pues, los invencibles cántabros, los intrépidos catalanes, los valientes asturianos y gallegos, los temibles castellanos, andaluces y aragoneses; en una palabra, todos los que llamándose españoles se han hecho dignos de tan glorioso nombre.

El 25 de septiembre de elevó un reglamento para la aprobación de Liniers:

Primero: Que el nombre de este Cuerpo, que servirá en clase de Infantería Ligera, sería Urbanos Voluntarios de Cataluña y sus Vanderas serán fondo amarillo, con el Escudo de Castilla y León á la derecha y á su izquierda el del Principado de Cataluña.-

Segundo: Que ha de tener por principales Gefes un primero y segundo Comandante nombrado por el mismo cuerpo.-

Tercero: Que cada compañía se compondrá de un Capitán, un Teniente, quatro Sargentos, diez Cabos y cinquenta hombres, debiendo ser el Capitán y Teniente nombrados por sus respectivas Compañías, y los Sargentos y Cabos á elección de sus oficiales.-
Parte del Reglamento

Los oficiales fueron elegidos de entre los voluntarios por votación, detallándose en el Reglamento:

A consecuencia se procedió por la Junta, al nombramiento de Comandantes Primero y Segundo de este Cuerpo, y por pluralidad de votos resultaron elegidos por Primer Comandante, D. Jaime Nadal y Guarda, y por Segundo D. Olaguer Reynals, quienes convocaron para nueva Junta, y en la que se celebró el catorce del corriente con intervención de Usía, fueron nombrados por Capitanes de las seis, de que por ahora se compone este cuerpo, de la Primera, D. Pedro Casanovas, Segunda: D. Juan Larrea, Tercera: D. Jaime Lavallol, Cuarta: D. Bartolomé Rosiano, Quinta: D. Juan Parareda, y Sexta: D. Josef Ponce: Y para Tenientes de las mismas, D. Ramón Duran, D. Domingo Mateu, D. Pedro Botet, D. Manuel Vidal, D. Pedro Flusch, y D. Josef Sabates. Reunidos el quince todos los Oficiales procedieron al nombramiento de Primero y Segundo Ayudante, y con el grado de Teniente fueron elegidos por Primero, D. Salvador Cornet, y Segundo, D. Mariano Fontrodona; y habiendo en el mismo acto los Señores Comandantes nombrado para primer Subteniente de Vandera a D. Joaquín Ballester y Segundo a D. Agustín Busquets, queda por nuestra parte cumplida la oferta, que hicimos a Usía para la creación de un Cuerpo Nacional por lo que esperamos, que sirva Usía dispensarle su aprobación y proceder en lo demás que tenga por conveniente hasta elevar nuestra oferta a noticia de Su Magestad, mandando que se nos dé testimonio de todo lo obrado para los usos que nos convengan. Dios guarde a Usía muchos años.-
 Buenos Ayres, veinticinco de Septiembre de 1806.-

- Plana mayor:
  - Primer comandante: Jaime Nadal y Guarda.
  - Segundo comandante: Olaguer Reynals.
  - Primer ayudante: Salvador Cornet.
  - Segundo ayudante: Mariano Fontrodona.
  - 1° subteniente de bandera: Joaquín Ballester.
  - 2° subteniente de bandera: Agustín Busquets.
- Capitanes de las compañías:
  - 1° Compañía: Pedro Casanovas.
  - 2° Compañía: Juan Larrea.
  - 3° Compañía: Jaime Lavallol.
  - 4° Compañía: Bartolomé Rosiano.
  - 5° Compañía: Juan Parareda.
  - 6° Compañía: José Ponce.
- Tenientes de las compañías:
  - 1° Compañía: Ramón Durán.
  - 2° Compañía: Domingo Matheu.
  - 3° Compañía: Pedro Botet.
  - 4° Compañía: Manuel Vidal.
  - 5° Compañía: Pedro Flusch.
  - 6° Compañía: José Sabates.

En la segunda compañía fueron elegidos dos futuros destacados hombres de la Revolución de Mayo: capitán Juan Larrea y teniente Domingo Matheu.
Luego, incluyendo a los migueletes de Montevideo que formaban las compañías 1 y 8, el tercio estaba formado por 8 compañías de fusileros de 65 hombres cada una y una de granaderos.
Su uniforme contaba de un pantalón azul con vivos blancos, una faja colorada y un casco de castorcillo con pluma negra en la cimera. Su escarapela era colorada.

## Segunda invasión inglesa

### Combate del Cordón
El 20 de enero de 1807 se produjo el combate del Cordón o del Cardal, cerca de Montevideo, logrando los británicos el triunfo. Los miñones catalanes participaron del combate integrando la división española de vanguardia, la cual estuvo integrada por 334 hombres: 2 compañías de Miñones (al mando del teniente de navío José Obregón) y 1 compañía de Marinos (al mando del teniente de navío José Corvera).

### Asalto británico a Montevideo
El 3 de febrero de 1807 las fuerzas inglesas asaltaron y tomaron la ciudad de Montevideo, la cual se hallaba defendida entre otras unidades por la compañía de Miñones al mando del comandante Rafael Bufarull.

### Combate de San Pedro
El 7 de junio de 1807 las fuerzas españolas comandadas por Francisco Javier de Elío, procedentes de Buenos Aires, se aprestaban a asaltar Colonia del Sacramento, cuando fueron atacadas y derrotadas por el teniente coronel Denis Pack. En la División de Elío también se hallaban miñones.

### Ataque a Buenos Aires

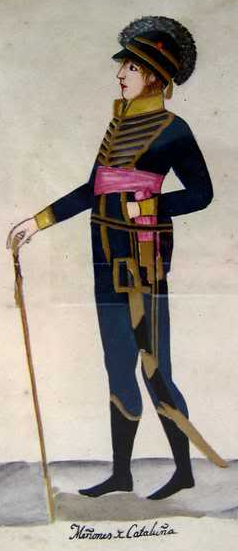
Oficial de Miñones.

Durante el ataque a Buenos Aires, el 2 de julio dos compañías de Miñones que formaban parte de la División Velasco participaron del Combate de Miserere.
El 4 de julio de 1807 se produjo el ataque británico a Buenos Aires, en la defensa de la ciudad los soldados del Tercio de Miñones se hallaban distribuidos entre la:
- División de la Derecha (Bandera encarnada): formada por los batallones N° 1 y 2 de Patricios, Batallón de Marina, Compañía de Granaderos de Infantería, la mitad del tercio de Catalanes y dos Escuadrones de Caballería.
- División del Centro (Bandera blanca): formada por el Cuerpo de Naturales y Castas, Tercio de Galicia, Tercio de Andaluces, dos compañías del Tercio de Catalanes y un Escuadrón de Caballería.

El capitán de la Tercera Compañía de Miñones Jaime Llavallol i del Riu (padre del futuro gobernador de Buenos Aires Felipe Llavallol), logró con sus catalanes recuperar Barracas, Miserere, el Retiro y la Plaza Mayor.

## Reconocimiento real
El 13 de enero de 1809 la Junta Suprema de Sevilla dispuso en nombre del rey premiar a los oficiales de los distintos cuerpos milicianos de Buenos Aires reconociendo los grados militares que se les había otorgado:

BATALLON DE URBANOS VOLUNTARIOS DE CATALUÑA.

Orado de Teniente Coronel.—Al Comandante don Olaguer Reinals.

De Capitán.—A los Capitanes don Ramon Durán, don Juan Larrea, don Jaime Llavallol, don Bartolomé Rusiano, don Juan Parareda, don José Ponce, don Magin Baltasar, don Ramon Larrea, y al Ayudante graduado de Capitan don Salvador Cornet.

De Teniente.—A los Tenientes don Domingo Mateu, don Pedro Botet, don Gerardo Bosch, don Pedro Huch, don José Sabates, don Isidro Illa, don Elias Anglada, don Ramon Malaret; al Ayudante don Mariano Fonrodona, y al abanderado don Agustin Busquet.

## Asonada de Álzaga
Durante el intento de destituir al virrey Liniers ocurrido el 1 de enero de 1809 y conocido como asonada de Álzaga, el tercio estuvo entre las unidades que se opusieron al virrey, por lo que al ser dominada la rebelión el Tercio de Miñones fue virtualmente disuelto y desarmado, y sus jefes arrestados. El 16 de mayo de 1809 una junta de guerra determinó que sus banderas fueran entregadas por el batallón y colocadas junto al retrato del rey en el fuerte de Buenos Aires y que los miembros del tercio dejaran de percibir sueldo con retroactividad al 1 de enero.
El nuevo virrey Baltasar Hidalgo de Cisneros dispuso el 22 de septiembre de 1809 la restitución del honor de los tercios involucrados en el movimiento del 1 de enero, amnistiando a los detenidos, pero no permitió su reconstitución al ser destinados a la reserva como parte de los batallones del Comercio.

4.° Los Cuerpos vizcaynos, catalanes y gallegos que en unión con los demás voluntarios de esta ciudad han hecho los más notables servicios a la Patria no han desmentido la elevada idea a que se han hecho acreedores por solo una parte muy corta de ellos que se separaron de sus deberes en aquella conmoción, y por lo tanto se les entregará por el sargento mayor de la plaza de las banderas y armas de que fueron despojados. Pero no debiendo subsistir estos cuerpos bajo sus antiguas denominaciones según el nuevo plan de fuerza armada que acaba de publicarse integrarán los batallones del Comercio, encargándose su arreglo al general comisionado como está prevenido.